# إدوارد إم. دو
إدوارد إم. دو (بالإنجليزية: Edward M. Doe) هو قاضي ومحامي أمريكي، ولد في 20 يناير 1850 في كابوت في الولايات المتحدة، وتوفي في 27 يوليو 1919 في فلاغستاف في الولايات المتحدة.